# LGディスプレイ
LGディスプレイ（LG Display Co., Ltd）は、韓国のLGグループ傘下のディスプレイメーカーである。液晶ディスプレイ（LCD）や有機ELディスプレイ（OLED）などの開発・製造を行う。有機ELパネルの世界シェアはサムスンディスプレイに次ぐ第2位、テレビ向けの大型有機ELパネルでは世界首位。
かつてはオランダのフィリップスとの合弁事業でLG-Philips LCDという社名だった。
韓国の亀尾市、坡州市にLCD工場を建設。第8世代パネルの生産ラインが稼働している。
2008年3月3日 フィリップスの持ち株比率の低下と事業拡大で社名を変更。
2008年11月12日、携帯電話などに使われる液晶パネルの国際的な価格カルテルをめぐる反トラスト法（独占禁止法）違反に関してアメリカ司法省は、日本のシャープ、台湾の中華映管と共に有罪とし、合計5億8,500万ドルの罰金を科し各社もそれに同意した。その内、LGディスプレイに科せられた罰金は4億ドルで、これはアメリカの独占禁止法違反事件としては史上2番目に高額である。
2009年から2017年まで、液晶パネルの出荷量首位の座を維持し続けた。